# 徳島県道262号芝生中庄線
徳島県道262号芝生中庄線（とくしまけんどう262ごう しぼうなかのしょうせん）は、徳島県三好市から三好郡東みよし町に至る一般県道である。

## 概要
三好市三野町芝生から三好郡東みよし町中庄に至る。

### 路線データ
- 起点：三好市三野町芝生（徳島県道12号鳴門池田線交点）
- 終点：三好郡東みよし町中庄（国道192号交点）
- 総延長：0.817 km[1]

## 歴史
- 1959年（昭和34年）1月31日 - 徳島県道110号として認定。
- 1970年（昭和45年） - 東三好橋が完成。
- 1972年（昭和47年）3月10日 - 現在の路線番号で再認定。

## 路線状況

### 道路施設

#### 橋梁
- 東三好橋（吉野川、三好市 - 三好郡東みよし町）

## 地理

### 通過する自治体
- 徳島県
  - 三好市 - 三好郡東みよし町

### 交差する道路
| 交差する道路           | 市町村名 | 市町村名   | 交差する場所 | 交差する場所 |
| ---------------------- | -------- | ---------- | ------------ | ------------ |
| 徳島県道12号鳴門池田線 | 三好市   | 三好市     | 三野町芝生   | 起点         |
| 国道192号              | 三好郡   | 東みよし町 | 中庄         | 終点         |

### 沿線
- JR四国徳島線 江口駅